# Jan Fridegård
Jan Fridegård (n. Enköpings-Näs, Suécia,1897 - m. Uppsala, Suécia, 1968) foi um escritor da Suécia.